# Mihai Bendeac
Mihai Bendeac (n. 16 februarie 1983, București, România) este un actor și regizor de teatru și film, care a jucat, printre altele, în filmele Milionari de weekend (2004) și Supraviețuitorul (2008). În 2024, și-a făcut debutul în regie de film cu pelicula Căsătoria în care și joacă rolul principal.
Bendeac a scris toate cele 8 sezoane În Puii Mei pe care le-a și interpretat. A mai jucat în show-urile La Bloc (episodul 377), Românii au Artiști, Băieți de Oraș, iComedy, Mondenii, Jurnalul unui burlac și în Teatru Tv. A fost jurat în emisiunea România dansează. A fost jurat timp de 12 sezoane în emisiunea iUmor, difuzată de Antena 1.

## Emisiuni

### În puii mei!
În puii mei! a fost o emisiune de divertisment difuzată de Antena 1. Ea cuprindea scenete în care erau parodiate persoane publice precum Marian Vanghelie, Mircea Dinescu, Florin Piersic (toate interpretate de Mihai Bendeac), alte personaje inspirate din videoclipuri populare de pe internet: Fernando de la Caransebeș, Nicușor de la Brăila, Telecomandații, Gogâie și Momâie, personaje care se regăsesc și în scenetele de la iComedy. În cadrul emisiunii a mai parodiat și filme precum Liceenii și Cu mîinile curate.
Pe 30 noiembrie 2015, Mihai Bendeac a început un nou sezon  „În puii mei” pe Antena 1, în cadrul căreia imită personaje precum Nea Mărin, Mircea Lucescu, Victor Pițurcă, Dan Puric, Alexandru Vișinescu.

### iComedy
iComedy a fost o emisiune de comedie care îmbina umorul online de televiziune cu cel TV. După ce a fost interzisă o scenetă cu Radu Banciu, dar și imitarea altor personaje din trustul Intact, Mihai Bendeac părăsește emisiunea. Show-ul a fost prezentat în continuare de Șerban Pavlu, Cătălin Bordea, Daniel Buzdugan (cu care a colaborat și la În puii mei!) și Mikey Hash, vlogger. 
- Primul Episod: 22 septembrie 2013
- Ultimul Episod: 15 martie 2014
- Echipa: Mihai Bendeac, Șerban Pavlu, Gabriel Costin, Vlad Corbeanu, Vlad Drăgulin.

### Jurnalul unui burlac
Jurnalul unui burlac a fost un serial TV realizat de actorul Mihai Bendeac. A început să fie difuzat pe postul Prima TV din 14 aprilie 2014.

### iUmor
Bendeac a făcut parte din juriul emisiunii iUmor de la Antena 1 între 2016 și 2022, în 12 sezoane complete, plus câteva episoade din sezonul 13, părăsind emisiunea după o neînțelegere cu producătorii emisiunii.

## Actorie
Debutează în anul 1998, în rolul lui Ahile din piesa Pălăria de Eugène Labiche, regia Horațiu Mălăele.

## Teatru
Roluri la Teatrul de Comedie:
- Patrick Bennet în Lady Di de Tomislav Zajec, regia Andreea Vulpe
- Orsino în A douăsprezecea noapte de Shakespeare, regia Gelu Colceag
- Harry Perkins în Bani din cer de Ray Cooney, regia Horațiu Mălăele
- Locotenentul în Pălăria de Labiche, regia Horațiu Mălăele
- Brindsley Miller în Comedie neagră de Peter Shaffer, regia Alex Mihail
- Cetățeanul liber în Ubu înlănțuit de Alfred Jarry, regia Tompa Gabor
- Proteus în Doi tineri din Verona de Shakespeare, regia Felix Alexa
- Regele Peter în Leonce și Lena de G. Buckner, regia Horațiu Mălăele

Roluri la Studioul Casandra:
- Ipingescu în O noapte furtunoasă de Caragiale, regia Gelu Colceag
- Richard III în Richard III de Shakespeare, regia Titus Scurt
- Cațavencu în O scrisoare pierdută de Caragiale, regia Doru Ana

Roluri la Teatrul Bulandra:
- Dandanache în O scrisoare pierdută de Caragiale, regia Doru Ana

Roluri la Teatrul Valah Giurgiu
- Mitchell Lovell în Crima la Howard Johnson de Ron Clark și Sam Bobrik, regia Emanuel Pârvu

Teatru TV:
- Leonard în Pijamale de Mawby Green și Ed Feilbert, regia Emanuel Pârvu

## Filmografie
- Milionari de weekend (2004)
- Restul e tăcere (2008)
- Supraviețuitorul (2008)
- Poker (2010)
- Portretul luptătorului la tinerețe (2010)
- Căsătoria (2024) – Pagubă